# Creediidae
Creediidae – rodzina morskich ryb z rzędu Acropomatiformes, wcześniej zaliczana do okoniokształtnych. Obejmuje 18 gatunków.

## Zasięg występowania
Wody Oceanu Spokojnego.

## Klasyfikacja
Rodzaje zaliczane do tej rodziny:
Apodocreedia — Chalixodytes — Creedia — Crystallodytes — Limnichthys — Myopsaron — Schizochirus — Tewara